# Петтиниккьо, Умберто
Умберто Петтиниккьо (итал. Umberto Pettinicchio, род. 30 июня 1943 г.) — итальянский живописец и скульптор.
Родился в Торремаджоре. Переехал в Милан, где учился в Академии изящных искусств Брера. Его первая выставка состоялась в 1969 году.
Его ранние картины были в стиле экспрессионистов, но затем стали более абстрактными. Его картина The Death of the Bull (1981) находится в Музее современного искусства Сантандер и Кантабрии («Museo de Arte Moderno y Contemporáneo de Santander y Cantabria»).
Умберто Петтиничкио обучался в Академии Брера, а в 1969 году он начал участвовать в своих первых персональных выставках, в том числе в Nuova Sfera, Милан, 1973 (куратор Карло Мунари), в 1977 году в Римском Триптихе, в 1974 году в Il Castello di Милан, 1975 год (под редакцией Раффаэле де Града). В 1976 году Петтиниккио открыл свою миланскую студию на улице Больцано, где он создал некоторые из своих важных работ, благодаря которым он добился международной известности.
В 80-е годы он всегда присутствовал на важнейших выставках (Салотто ди Комо в 1980 году, в Il Castello di Milano в 1981 году, в Il Mercante di Milano в 1982 году), а также был обогащен важными испанскими выставками (Sargadelos, Барселона). , 1982, Пикио, Сантандер, 1982, на VIII Мадридской биеннале, 1983).

## Экспозиции
- Академия Брера, Милан, 1969 г.

## библиография
- [s.n.] (1983).  Los Cuadernos del norte , volume 4, is. 17-22. Oviedo, España: Caja de Ahorros de Asturias.
- Giorgio Di Genova (2007).  Storia dell’arte italiana del '900 , volume VI, part 1 (en Italiano). Bologna: Edizioni Bora. ISBN 9788888600390.
- Roberto Sanesi, Flaminio Gualdoni, Umberto Pettinicchio, 2° books Vol. 1968—1979, 1980—1992, Laboratorio delle Arti, 1992, ASIN: B00FO7HUYI
- Roberto Sanesi, Umberto Pettinicchio, Laboratorio delle Arti, 1979, ASIN: B005SAGMHW
- Umberto Pettinicchio, Galleria d’Arte Radice, 1986, ASIN: B007CDZ026
- Umberto Pettinicchio — Monografie, 1968—1979, Laboratorio delle Arti
- Umberto Pettinicchio — Monografie, 1980—1992, Garzanti
- Umberto Pettinicchio — L’uno e l’io, Laboratorio delle Arti
- Umberto Pettinicchio — Risvegli, poesie, 1981—1986, Da cuore a cuore Edizioni
- Umberto Pettinicchio — Piccole note di silenzio, 1998, Edizioni Pulcinoelefante
- Umberto Pettinicchio «Un’elemosina prego?!» 1997 Da Cuore a Cuore Edizioni
- Umberto Pettinicchio, Spoetiche d’incontro, Frammenti-poetico di Pedro Fiori et immagine interazione-creo-attivo Umberto Pettinicchio, 1986, In-Con-Arte Edizioni
- Umberto Pettinicchio, Da cuore a cuore, 2011, Laboratorio delle Arti
- Umberto Pettinicchio, Il grande disegnatore, 2011, Laboratorio delle Arti
- Umberto Pettinicchio, Scultura , Da Cuore a Cuore Edizioni
- Umberto Pettinicchio, A casa di Annette. Heidelberg 1983—1984, 2017, Da cuore a cuore Edizioni